# Daphoenositta chrysoptera
Trepadeira-variável ou trepadeirinha-australiana (Daphoenositta chrysoptera) é uma espécie de ave da família Neosittidae.
Pode ser encontrada nos seguintes países: Austrália, Indonésia e Papua-Nova Guiné.